# Despoblación en la provincia de León
La despoblación en la provincia de León en España cuenta con numerosos pueblos vacíos antiguos y modernos que en su día fueron núcleos de población a veces modestos, a veces verdaderamente importantes cuyo recuerdo en muchos de ellos es simplemente el topónimo que sigue dando fe de su lejana existencia.

## Contexto histórico
Los pueblos nacen y desaparecen; unos desaparecen sin dejar ningún tipo de huella, otros dejan el recuerdo de su topónimo que subsiste en la memoria colectiva y otras veces se sabe de su existencia porque son nombrados en documentos. A veces el único resto es una ermita que a lo largo del tiempo no ha dejado de cumplir su cometido como tal. Un ejemplo de esto último puede ser el despoblado de Yecla, cerca de la localidad de Villaverde de Arcayos (en el municipio de Almanza) del que solo quedaba la ermita que llegó a tomar la importancia de santuario y a donde concurren tradicionalmente los romeros.
La despoblación es un fenómeno constante desde tiempos remotos y no es exclusivo de siglos anteriores ni del presente.
Para conocer el nombre de muchos de estos despoblados se puede acudir al Becerro de Presentaciones de la catedral de León, elaborado en 1468. En él, se recogen las iglesias desde el siglo XII al siglo XV pertenecientes a la diócesis mencionando al mismo tiempo los pueblos en los que se encuentran. Se tiene conocimiento de 1111 pueblos y entre ellos se citan veintiséis que fueron  despoblados ya en ese mismo año.

### Causas de la despoblación
Muchas de las causas son comunes a todo el territorio español como ocurrió con la desamortización pues mientras se encontraban al amparo monástico se habían mantenido pueblos y aldeas que siguieron la misma suerte de abandono que los monasterios hasta desaparecer.
En el caso de la provincia de León ha contribuido en gran medida su situación geográfica, sus condiciones climatológicas y de ubicación. Causas comunes son las epidemias, los desastres naturales, la depresión del siglo XIV, las exigencias fiscales, la emigración a tierras mejores y más seguras. Además y por distintos motivos o desaparecen o hay desde siempre una carencia de los servicios básicos como puede ser el médico, el maestro y el cura que invariablemente fueron apoyos tradicionales para la población. El progreso y las comodidades que van apareciendo en las ciudades no tienen cabida en ciertos pueblos pequeños, aislados y situados en una geografía difícil que siguen careciendo de algo tan primordial como la luz eléctrica, buenas comunicaciones de caminos y carreteras, teléfono y sanidad.
Los despoblados surgen a veces por causas intrínsecas. El despoblamiento de Puente de Vizana en el término municipal de Alija del Infantado fue como consecuencia de la pérdida de interés por la cañada real que al disminuir su importancia supuso el fin de las posadas y el fin de la recaudación del pontazgo, a lo que se añadió tiempo después la voladura de un arco del puente durante la Guerra de la Independencia española.
Santacruz de Villarrando, perteneciente al municipio de Lago de Carucedo, empezó su despoblamiento en los tiempos de Madoz. Por entonces contaba con diez casas pero solo estaba habitada una, «... por haber emigrado a Villarrando los vecinos de las demás».
A veces se da el caso inverso de pueblos sin habitantes y que renacen en época de vacaciones estivales. O lo que ocurrió en Castrillo del Monte, que se quedó vacío hasta que en 1985 se estableció en él un joven farmacéutico procedente de Madrid. En la época de Madoz tenía treinta casas distribuidas en dos barrios, el de Arriba y el de Abajo, una escuela y la parroquia de San Roque. Se producía centeno, patatas, fruta y hortalizas. Había ganado vacuno, lanar y cabrío y buena caza de jabalíes, corzos, perdices y liebres.
Los embalses
La construcción de embalses o pantanos, sobre todo a partir de los años 40 del siglo XX fue causante de una despoblación forzosa sin posibilidad de marcha atrás. Pueblos enteros quedaron anegados por el agua de los grandes lagos artificiales sin solución de continuidad. Sus habitantes fueron los protagonistas de un éxodo inevitable y obligado. Los embalses fueron un recurso para la política de desarrollo económico del siglo XX en España atendiendo a una demanda de la agricultura y su necesidad de riego y de grandes ciudades que estaban escasas de agua para todos los servicios. Y también atendiendo a una necesidad de regularización de las aguas de los ríos evitando las inundaciones. Fue un tema controvertido desde sus comienzos pero no fue único en la provincia de León, ni siquiera en España.

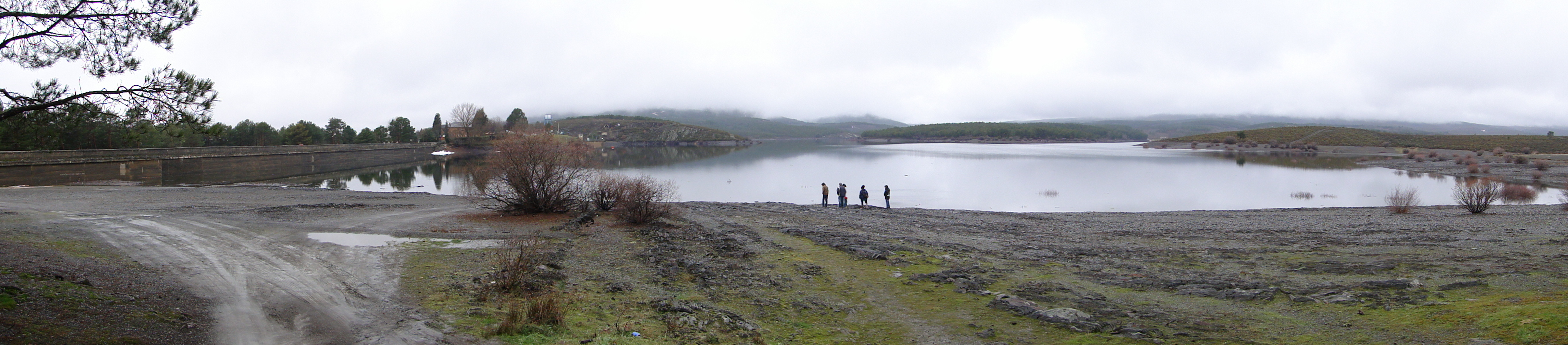
Embalse de Villameca

En 1947 se construyó el embalse de Villameca con el fin de abastecer de agua  de regadío a los pueblos de la zona. En este caso solo un pueblo llamado Oliegos  desapareció bajo las aguas. Sus cerca de 150 habitantes fueron trasladados en un tren especial que les esperaba en Porqueros a un lugar llamado Foncastín del municipio de Rueda (Valladolid).
En 1956 se construyó para zonas de regadío del Páramo Leonés y la comarca del río Órbigo el embalse de Barrios de Luna cuyo proyecto databa de 1935-1936 y que provocó la despoblación de 14 pueblos:
- Arévalo, un barrio perteneciente a la villa de Sena de Luna, que estaba situado en la margen izquierda del río Luna.[11]
- Campo de Luna, situado también en la margen izquierda del mismo río.
- Casasola, barrio de Cosera de Luna con quien se comunicaba a través de un puente llamado de San Lorenzo.[12]
- Cosera de Luna, perteneciente a Barrios de luna y situado en el mismo lugar que los anteriores.
- La Canela
- Lagüelles, situado en la margen derecha del río Luna. Perteneció al ayuntamiento de Láncara de Luna.[13]

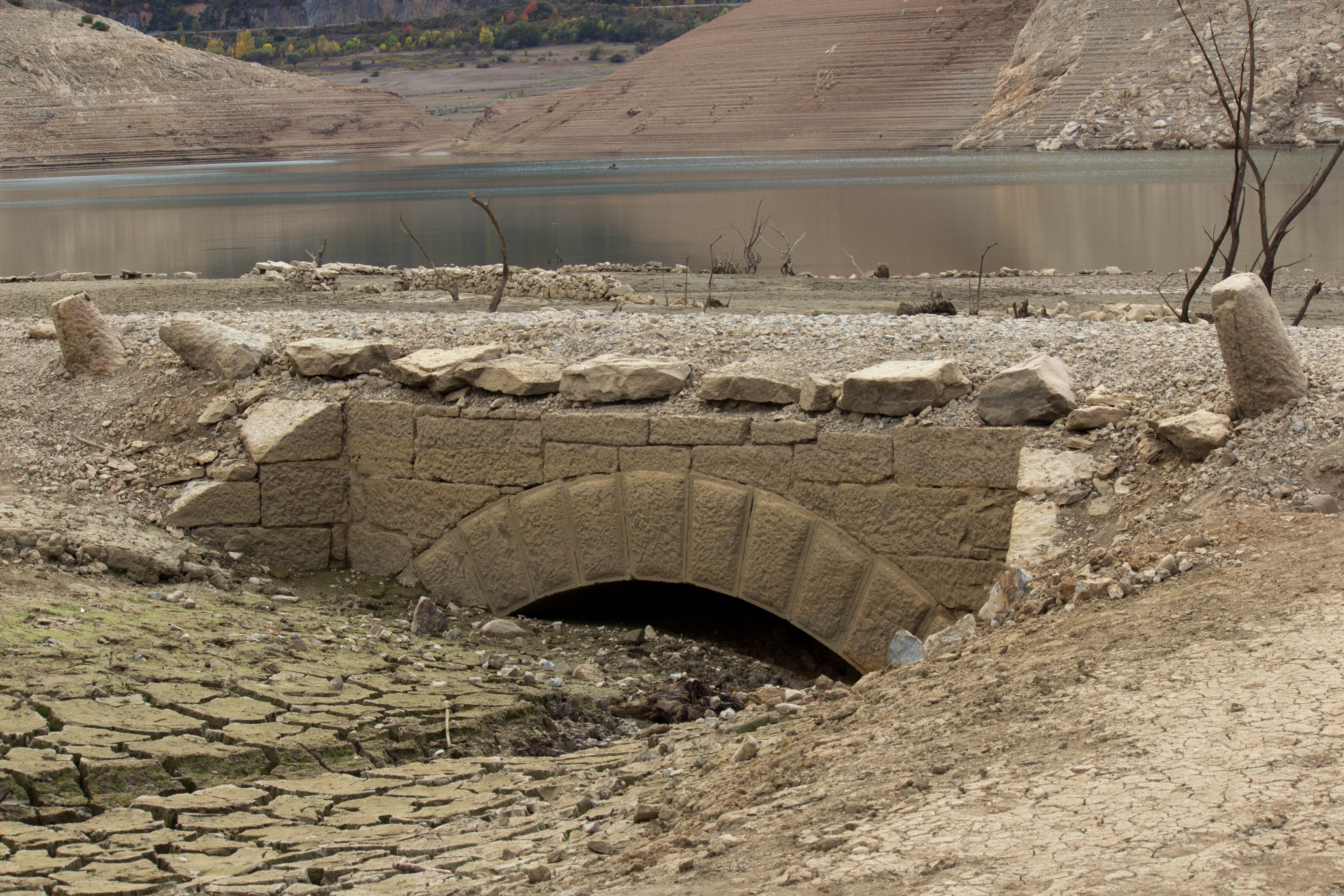
Miñera

- Láncara de Luna, cerca del río Luna cuyo ayuntamiento se trasladó a Sena de Luna pues el pueblo quedó anegado por las aguas del pantano. En el siglo XIX pertenecía a la capitanía general de Valladolid.Miñera Fue cabeza de ayuntamiento que comprendía los pueblos de Abelgas, Aralla, Caldas, Campo, Lagüelles, Láncara, Oblanca, Pobladura, Rabanal, Robledo de Caldas, San Pedro de los Burros, Santa Eulalia de las Manzanas, Sena y Arévalo, Vega de Robledo. Tuvo escuela y una parroquia dedicada a San Martín.[14]
- Miñera, a orilla del río Luna, con ayuntamiento en Los Barrios de Luna. Tuvo un puente de piedra con nueve arcos. En el siglo XIX tenía escuela, la iglesia de Santa María y una ermita de propiedad particular.[15]
- Oblanca, perteneciente al ayuntamiento de Láncara. Pueblo situado en un valle rodeado de peñas a la margen de un arroyo que bajaba de Caldas y Robledo. Tuvo una parroquia consagrada a San Miguel. En el lugar llamado Artosa había una mina de plomo argentífero sin explotar. Contaban con industria textil: fabricación de paños del país conocidos como «paños de Caldas».[16]
- San Pedro de Luna o de los Borricos. Su ayuntamiento era Láncara; situado a orillas del río Luna tuvo una iglesia parroquial dedicada a San Pedro.[14]
- Santa Eulalia de las Manzanas. También perteneciente al ayuntamiento de Láncara y situado a orillas del río Luna. Tuvo escuela y una iglesia dedicada a Santa Eulalia.[17]
- Truva
- Ventas de Mallo perteneciente al ayuntamiento de Los Barrios de Luna. Madoz lo denomina como Mallo. Estaba situado en el descenso de los puertos llamados del Cuartero cerca del río Luna.[18] Tuvo escuela, la iglesia de Santa Marta y una ermita particular. Fabricaban los paños del país llamados paños de Caldas.[19]

Despoblados por el embalse de Barrios de Luna
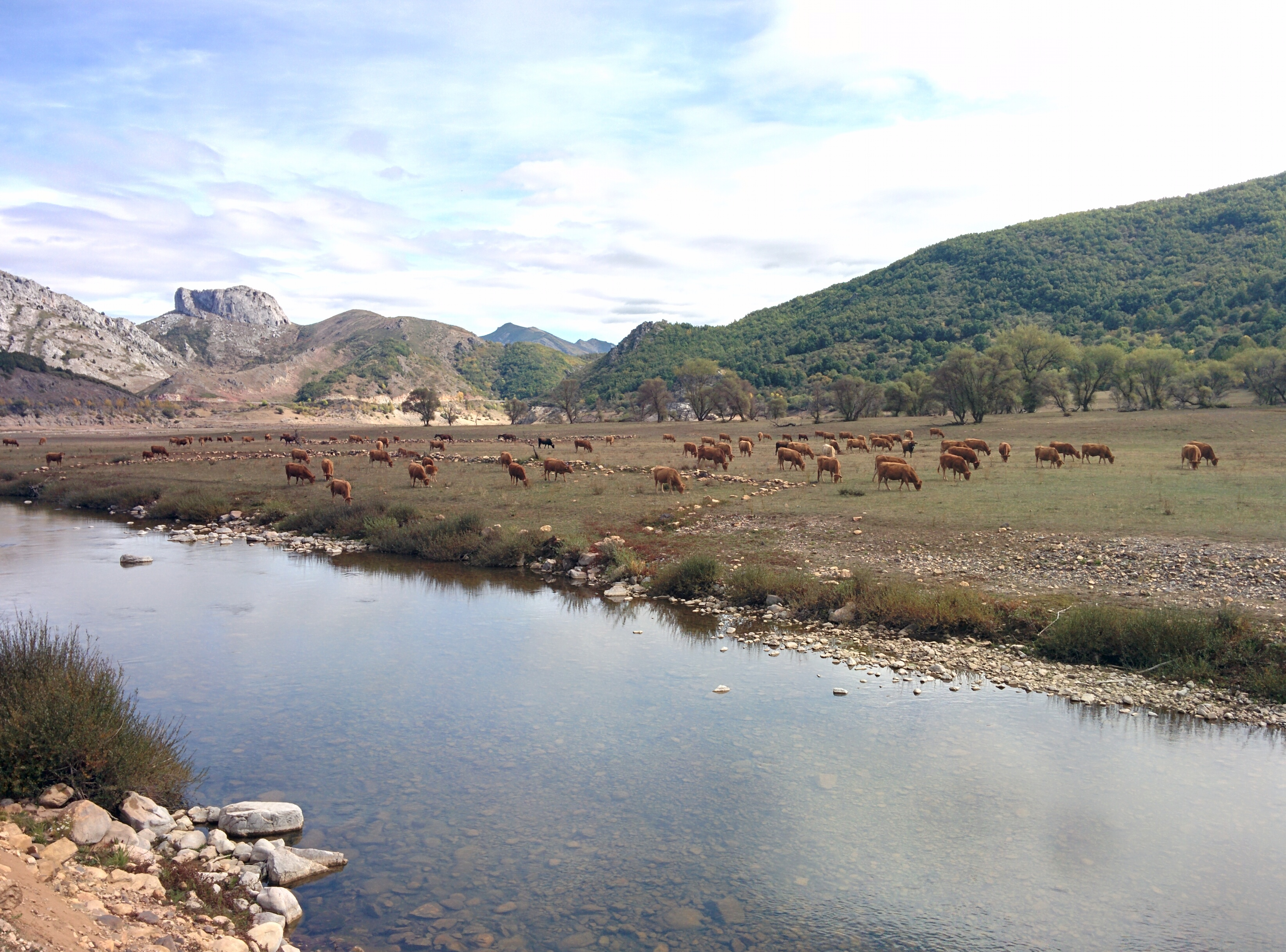
Láncara de Luna a la vista durante la sequía de 2017
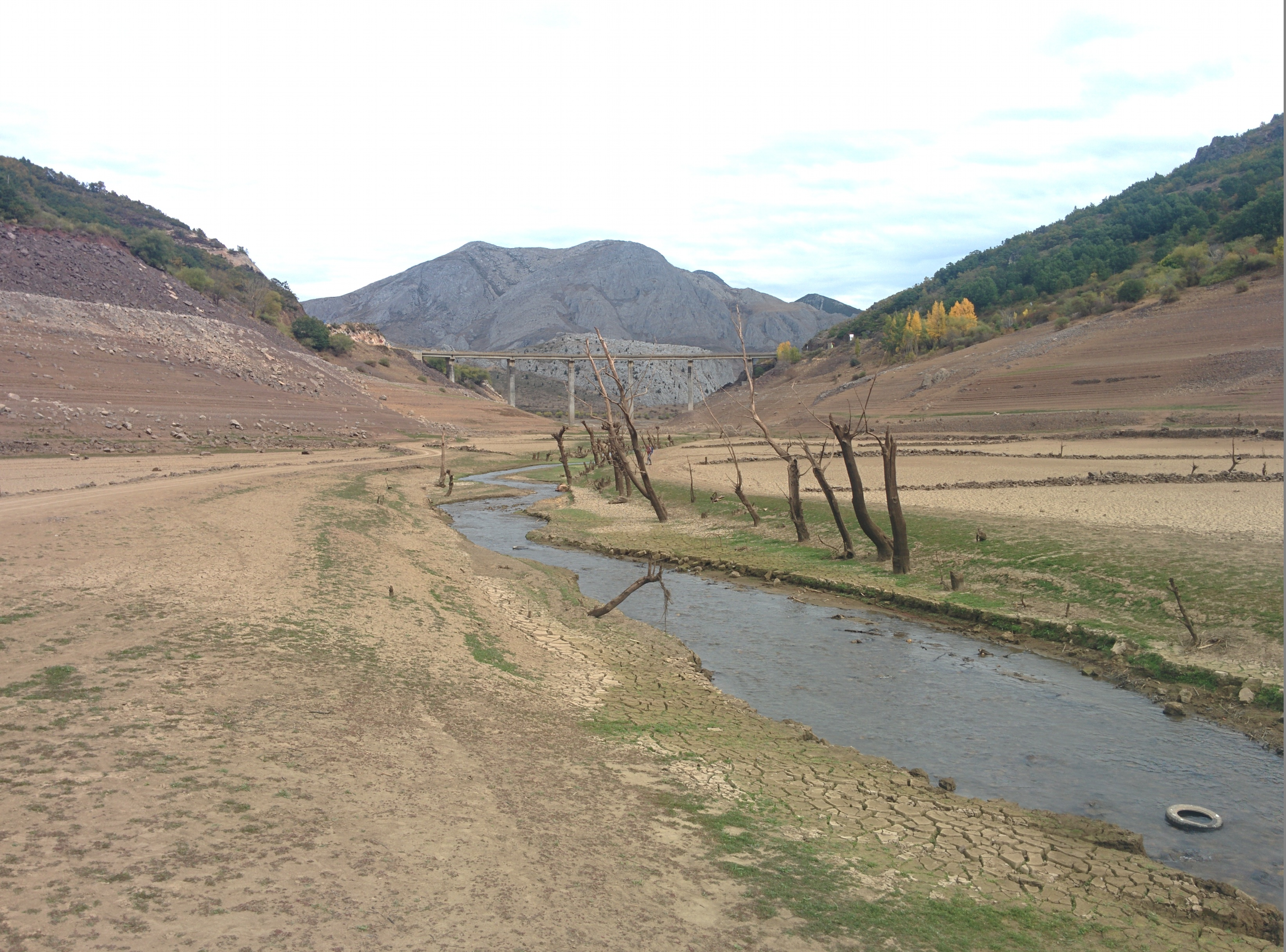
San Pedro de Luna a la vista durante la sequía de 2017
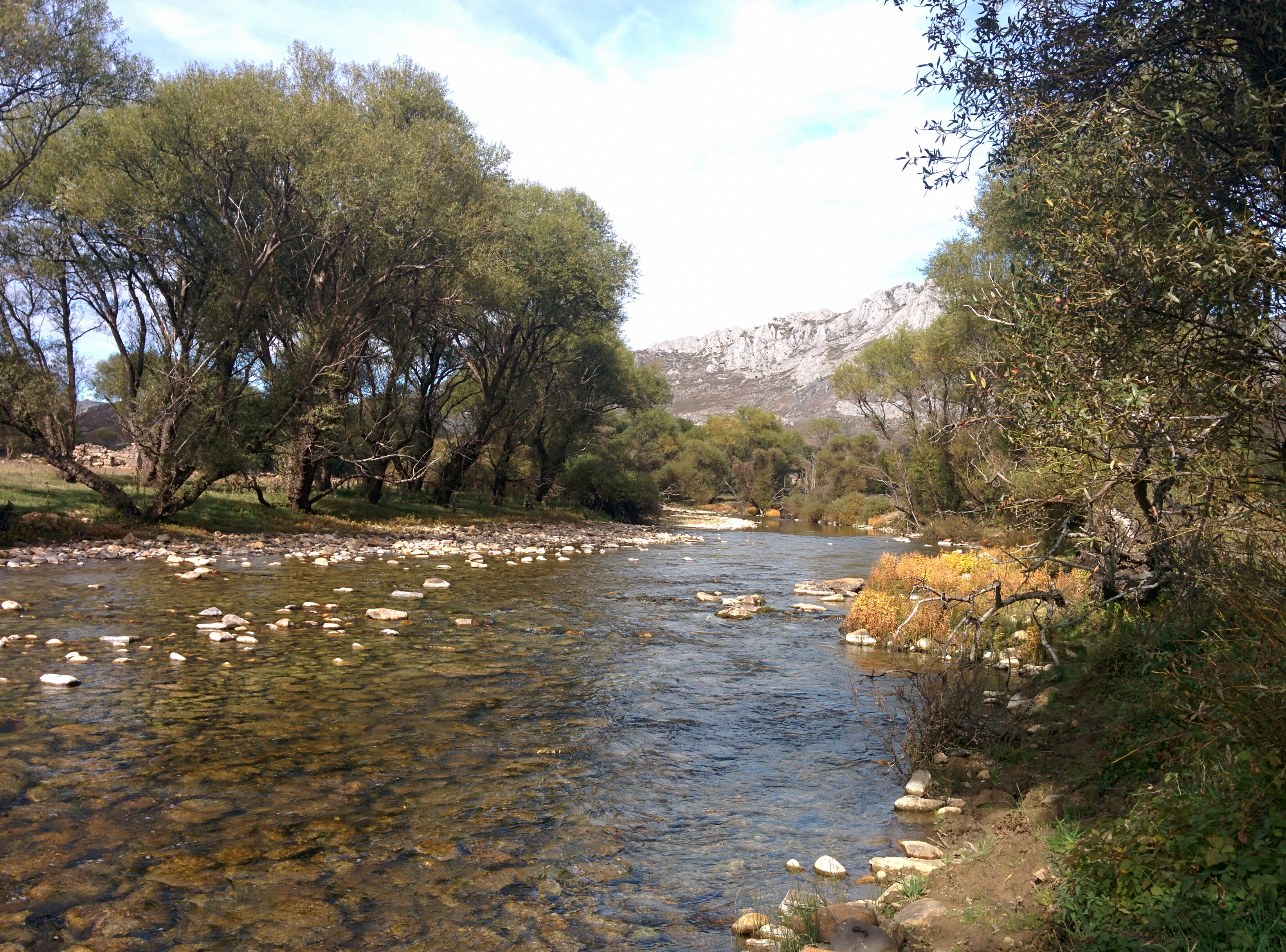
Río Luna en las cercanías de Santa Eulalia de las Manzanas
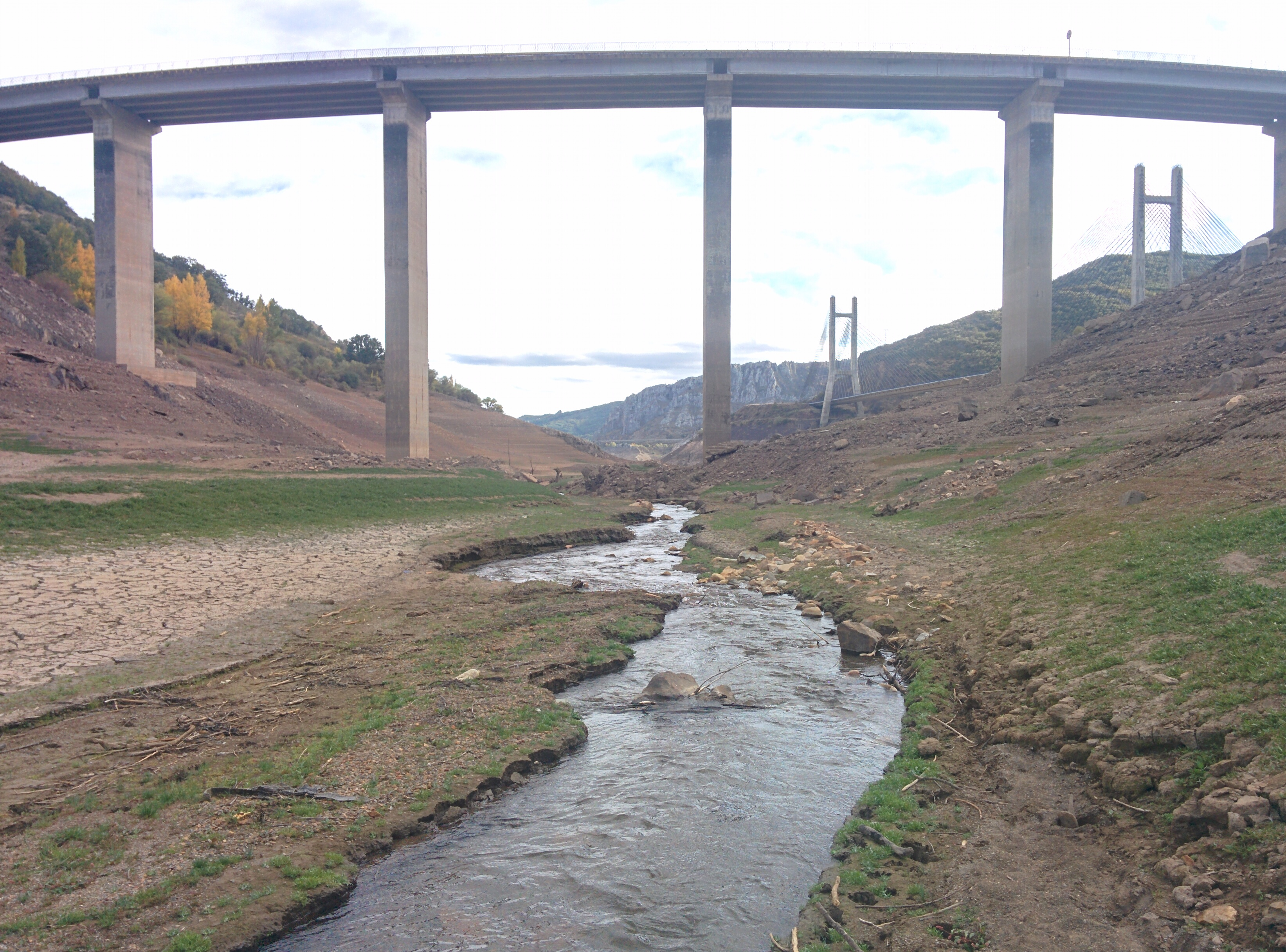
Oblanca a la vista durante la sequía de 2017

En 1957 se construyó el embalse de Bárcena situado en el curso del río Sil (Confederación Hidrográfica del Miño-Sil), entre Santa Marina del Sil y Ponferrada, en la comarca de El Bierzo. Se construyó principalmente como generador hidroeléctrico y se utiliza para la refrigeración de la central térmica de carbón de Central térmica Compostilla II. Quedaron sumergidos los pueblos de 
- Bárcena del Río, cuyos vecinos fueron reubicados en la nueva población levantada de nueva planta por el Instituto Nacional de Colonización que tomó el nombre de Bárcena del Caudillo y que más tarde cambiaría a Bárcena del Bierzo
- Posada del Río. También sus habitantes fueron los colonos del nuevo pueblo llamado Posada del Bierzo que terminó de repoblarse con gente de Carucedo, Carracedo, Villaverde de la Abadía, Campañana. Estos pueblos habían sido afectados por la construcción de otras presas sobre el río Sil.[20]

Embalse de Bárcena
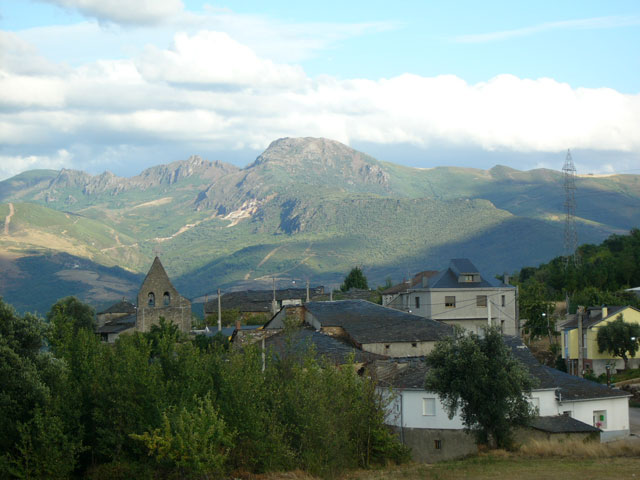
Campañana
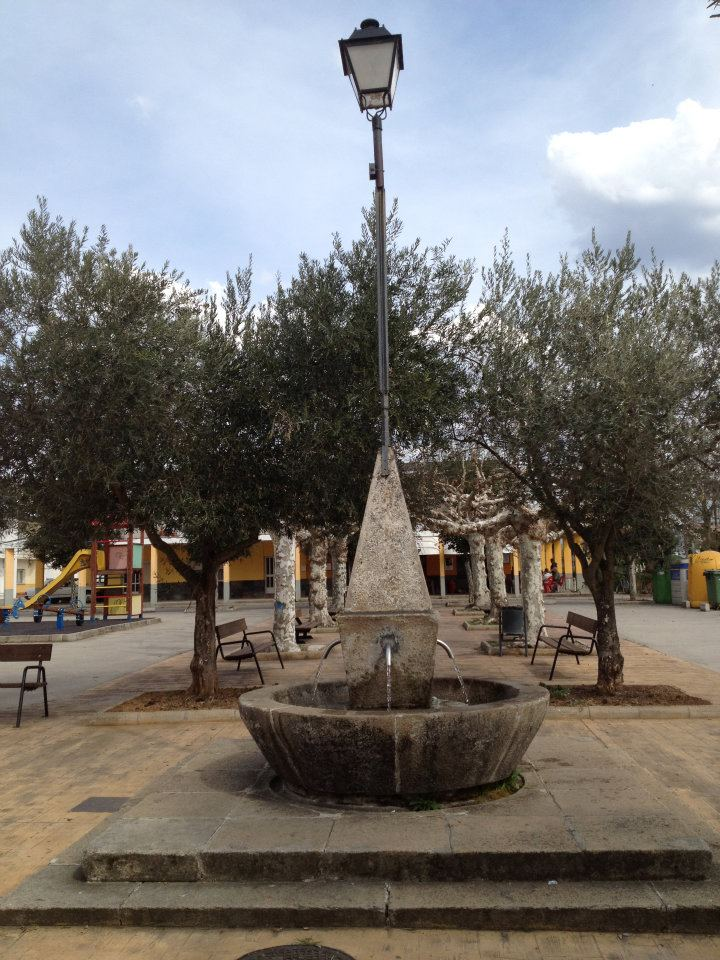
Posada del Río

En 1968 se inauguró el Embalse del Porma cuyas aguas se destinaron a regadío además de asumir la función de regulación de aguas fluviales evitando las riadas. Con el embalse desapareció el municipio de Vegamián y sus pueblos Armada, Campillo, Ferreras de Vegamián, Lodares, Quintanilla; quedaron sin inundar pero deshabitados Utrero y Camposolillo.

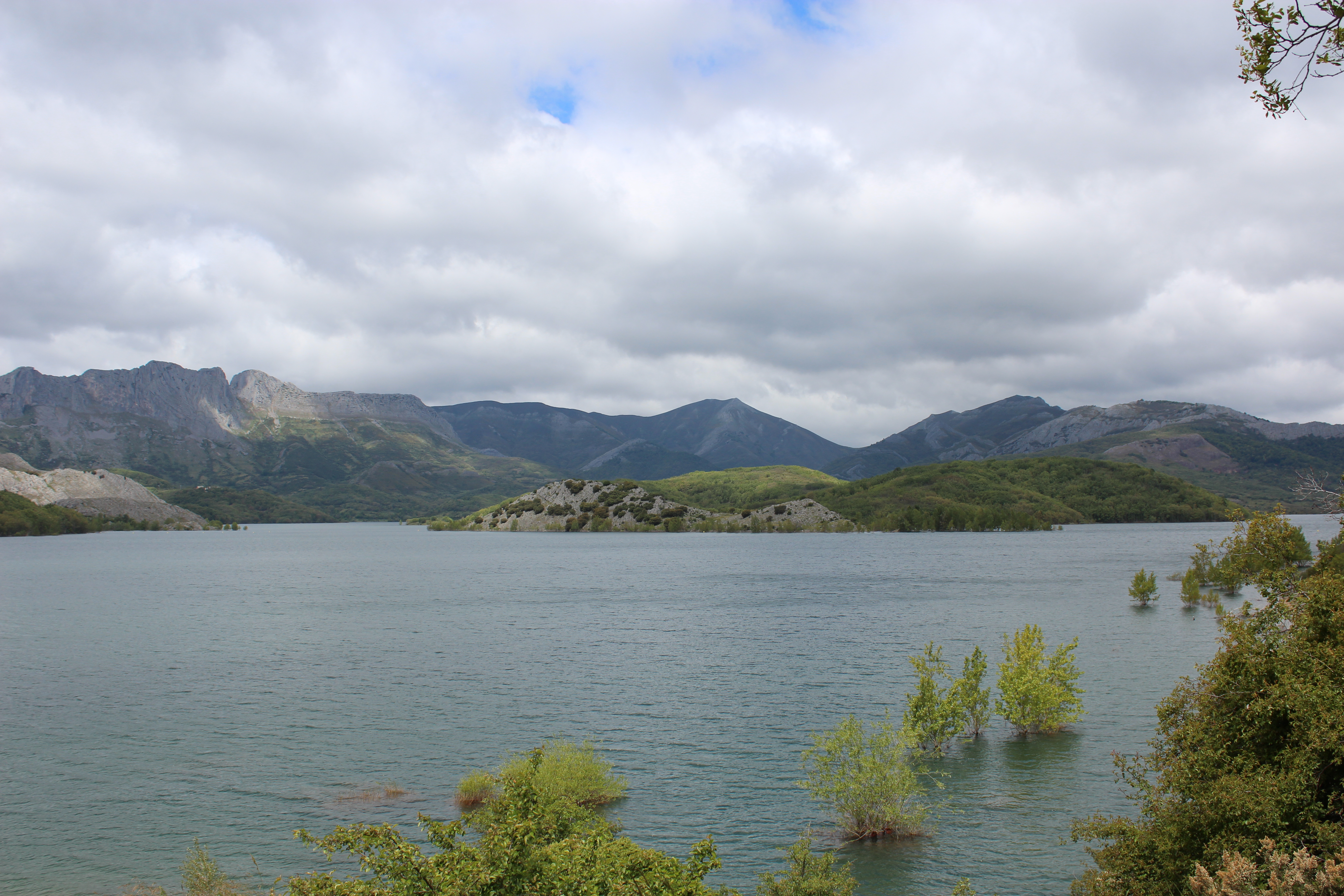
Embalse del Porma

- Vegamián estaba situado en un llano de la orilla izquierda del río Porma. Tuvo escuela y la iglesia de Santa Marina. En el siglo XIX su industria consistía en tres telares de lino y lana, cuatro molinos harineros y un batán. Comerciaban con el tráfico de vino y granos.[22]
- Armada, del ayuntamiento de Vegamián. Estaba situado en la confluencia del río Porma y el arroyo de Arianes en una pequeña llanura. Tuvo escuela y la parroquia de Santa Cecilia más la ermita de San Adriano. Dice Madoz en su Diccionario Geográfico que «las aguas que bajan de un pequeño valle forman al oeste una pequeña balsa perjudicial a la salud pública la cual sería muy conveniente y poco costoso desecar». Tuvo un batán y cinco molinos harineros.[23]
- Campillo, perteneciente al ayuntamiento de Vegamián y situado en el comienzo de un valle llamado Ferreras. Tuvo parroquia de San Justo y Pastor. En su término estaba la venta de Ferreras y un despoblado llamado Vega de Remolina. El río Porma pasaba por el oeste de la población y más cercano pasaba el arroyo Ferreras que se unía al Porma junto a la venta mencionada. En sus aguas había tres molinos harineros.[24]
- Ferreras. Tuvo parroquia de Santa Eulalia.[25]
- Lodares. Lugar del ayuntamiento de Vegamián situado en un valle sombrío. Tuvo escuela y parroquia de San Pedro. Al oeste del pueblo, a menos de un cuarto de hora de camino se encontraba el despoblado de San Juan de Pedernal que tuvo su parroquia dedicada a San Juan Bautista cuya escultura se conservaba en la iglesia de Lodares; También estaba la ermita de Santa Colomba. Por el término pasaba un arroyo que daba movimiento a dos molinos harineros.[26]
- Quintanilla de Vegamián, denominada por Madoz como Quintanilla. Lugar del ayuntamiento de Vegamián estaba situado en el valle llamado Ferreras. Tuvo parroquia de San Pedro Apóstol.[27]
- Utrero. Lugar del ayuntamiento de Vegamián estaba situado en una cuesta inclinada. Tuvo escuela y parroquia de San Juan Bautista. A 500 metros del lugar pasaba el camino real que venía desde Asturias.[28]. Con la construcción del embalse no se inundó el pueblo pero quedó abandonado.
- Camposolillo, nombrado por Madoz como Campo Solillo. Perteneció al municipio de Lillo, hoy Puebla de Lillo. Estaba situado en la orilla derecha del río Porma. Tuvo escuela y parroquia dedicada a Santo Tomás Apóstol y dos ermitas que en los tiempos de Madoz ya habían desaparecido: ermita de Nuestra Señora de Barbadillo y ermita de San Lorenzo; esta última estaba en el despoblado llamado Namon. El río Porma pasaba por el centro del lugar y alimentaba cuatro molinos harineros.[29]

En 1987 se dieron los últimos retoques sobre la infraestructura de la presa —ya construida— de Riaño y se comenzó a embalsar; fue durante el gobierno socialista de Felipe González, con Javier Sáenz de Cosculluela a la cabeza en calidad de Ministro de Obras Públicas
Los pueblos desaparecidos fueron:
- Anciles, del ayuntamiento de Riaño, situado a la orilla derecha del río Esla en una estrecha garganta de terreno escabroso. Tenía varios manantiales de los que se surtían los vecinos. Su iglesia parroquial estaba consagrada a San Esteban. Tuvo industria consistente en tres molinos harineros dos de los cuales solo molían seis meses al año.[30]
- Salio Lugar del ayuntamiento de Riaño situado en las montañas de Tierra de la Reina junto a uno de los brazos del río Esla. Tuvo escuela y parroquia de la Asunción. Su industria consistía en el corte de madera y construcción de aperos de labranza que comerciaban en Tierra en Campos de donde traían pan y vino.[31]
- Huelde, también llamado Güelde. Lugar del ayuntamiento de Salamón, situado en una cuesta junto al río Esla. Tuvo la parroquia de la Asunción y dos ermitas, san Roque y san Miguel.[32]
- Éscaro, lugar del ayuntamiento de Riaño situado en un vallecito rodeado de monte con excepción de la parte sur de donde salía un camino que conducía a Asturias por lo puertos de Tarma y Ventaniella. Tuvo parroquia consagrada a Nuestra Señora del Rosario. Cercano al pueblo corría un arroyo. Su industria consistía en la elaboración de maderas que llevaban a Tierra de Campos de donde regresaban con pan y vino.[33]
- La Puerta
- Burón
- Pedrosa del Rey. Madoz lo denominó simplemente Pedrosa. Lugar del ayuntamiento de Riaño situado en el fondo de un valle llamado Tierra de la Reina, a la derecha del brazo izquierdo que da principio al río Esla. Tuvo escuela y parroquia de San Martín. Sobre el río hubo un puente de piedra de cuatro ojos.
- Riaño. Fue cabeza de partido judicial compuesto por 30 villas de las cuales 18 tenían ayuntamiento propio y 21 despoblados. Lo recorría el río Esla que movía molinos harineros de aceite y batanes. Estaba situado en las montañas de León. Abundaba en pastos y árboles.[34]
- Vegacerneja

Despoblados por el embalse de Riaño
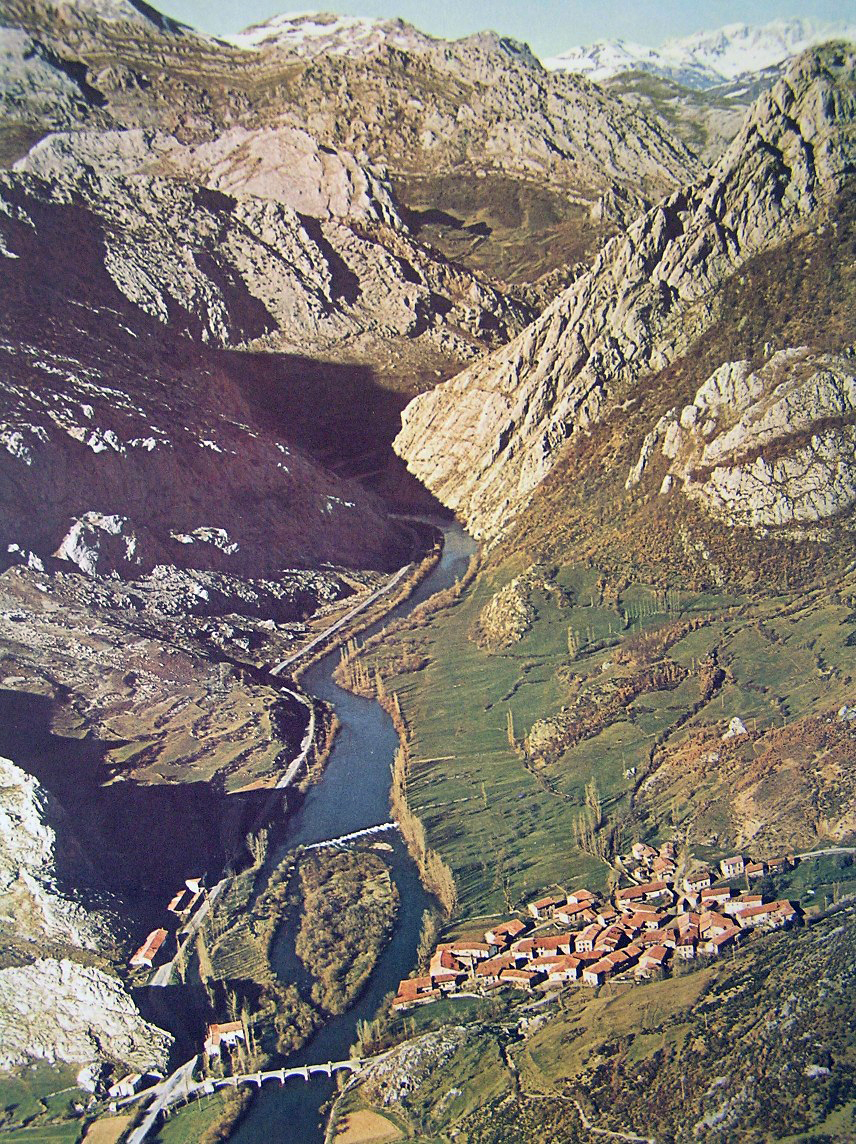
Huelde. Fotografía de 1972 antes de su destrucción en 1987
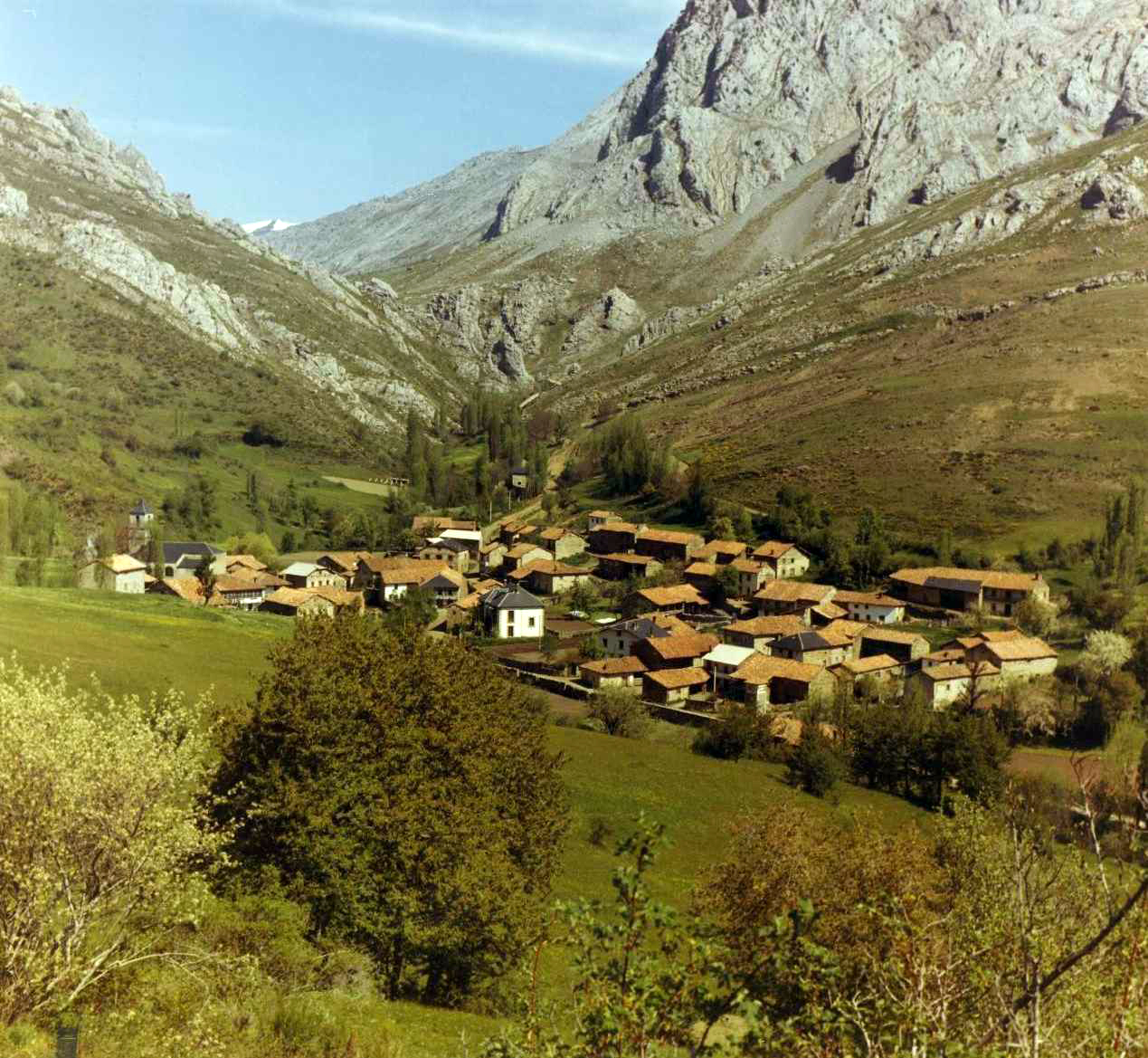
Anciles, destruido en 1987
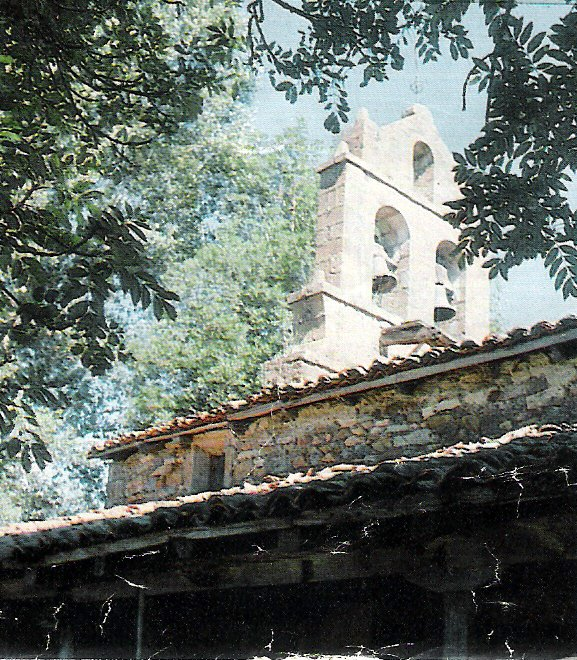
Salio, iglesia de la Asunción en 1972; pueblo destruido en 1987.
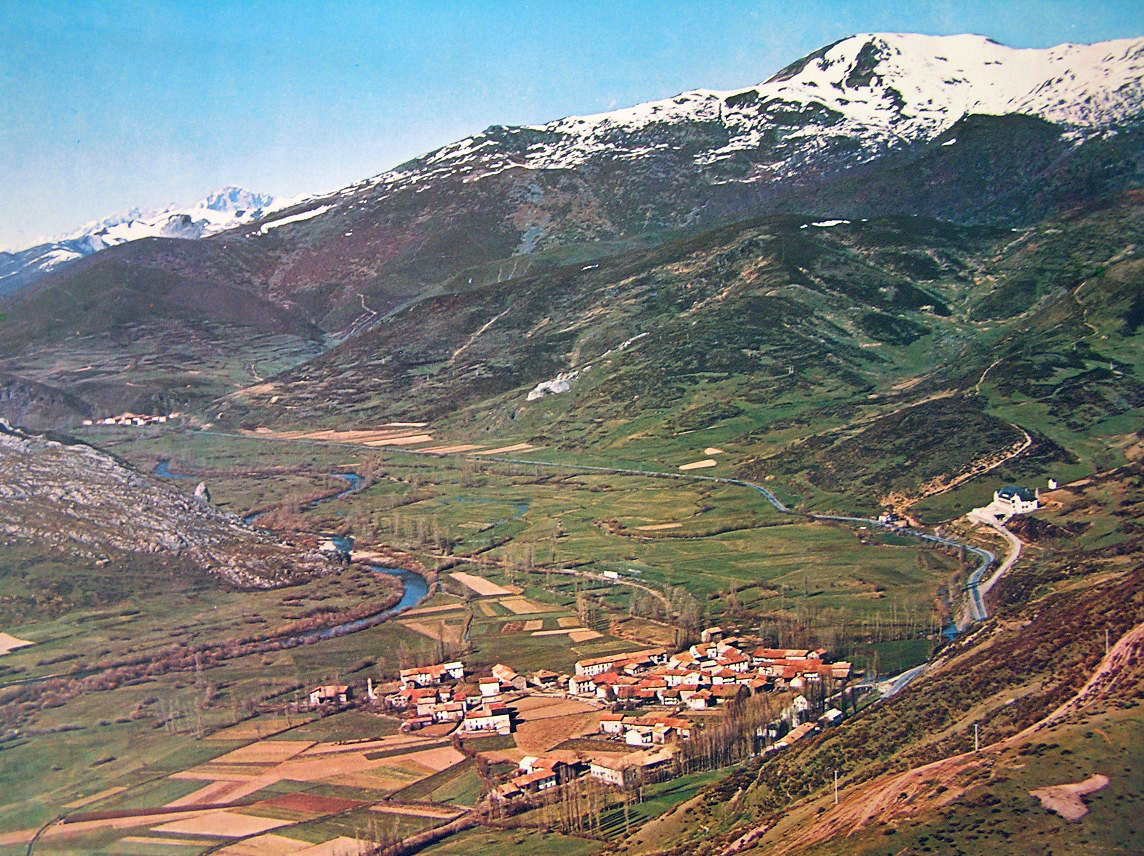
La Puerta en 1986 antes de su destrucción
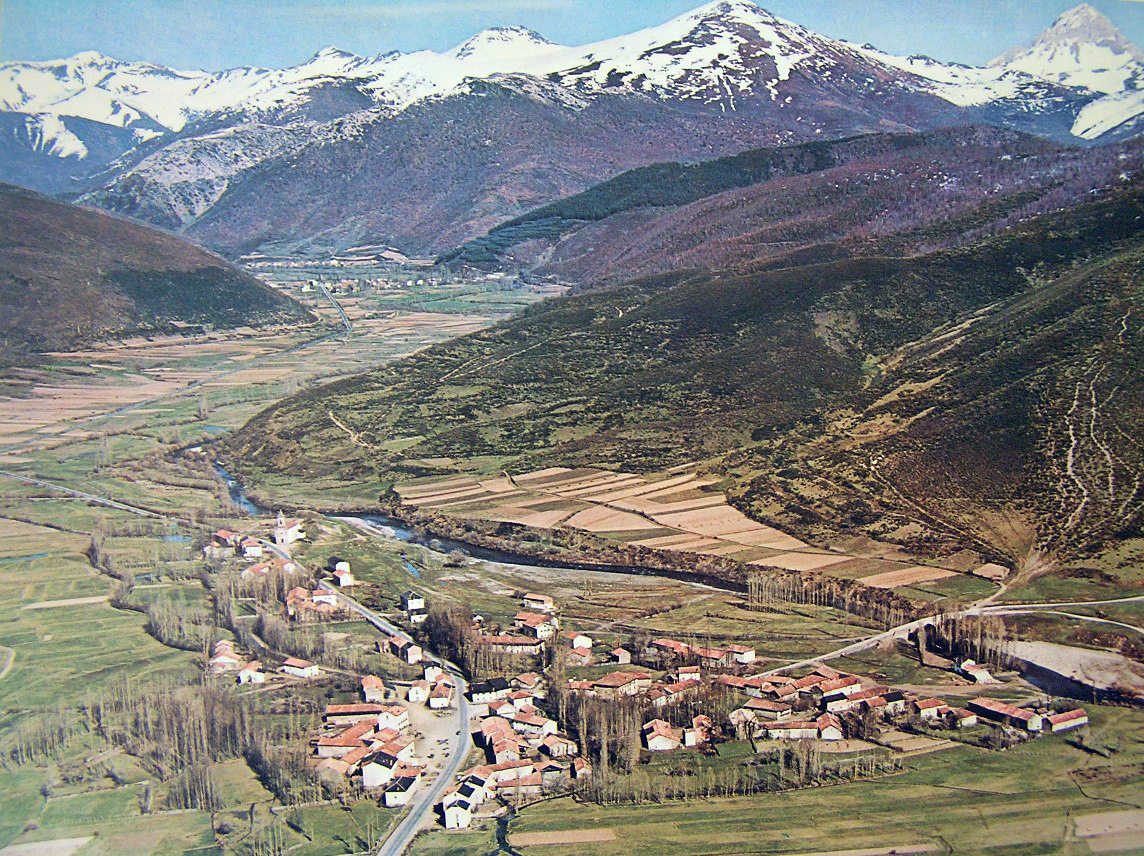
Pedrosa del Rey en 1972 antes de su destrucción
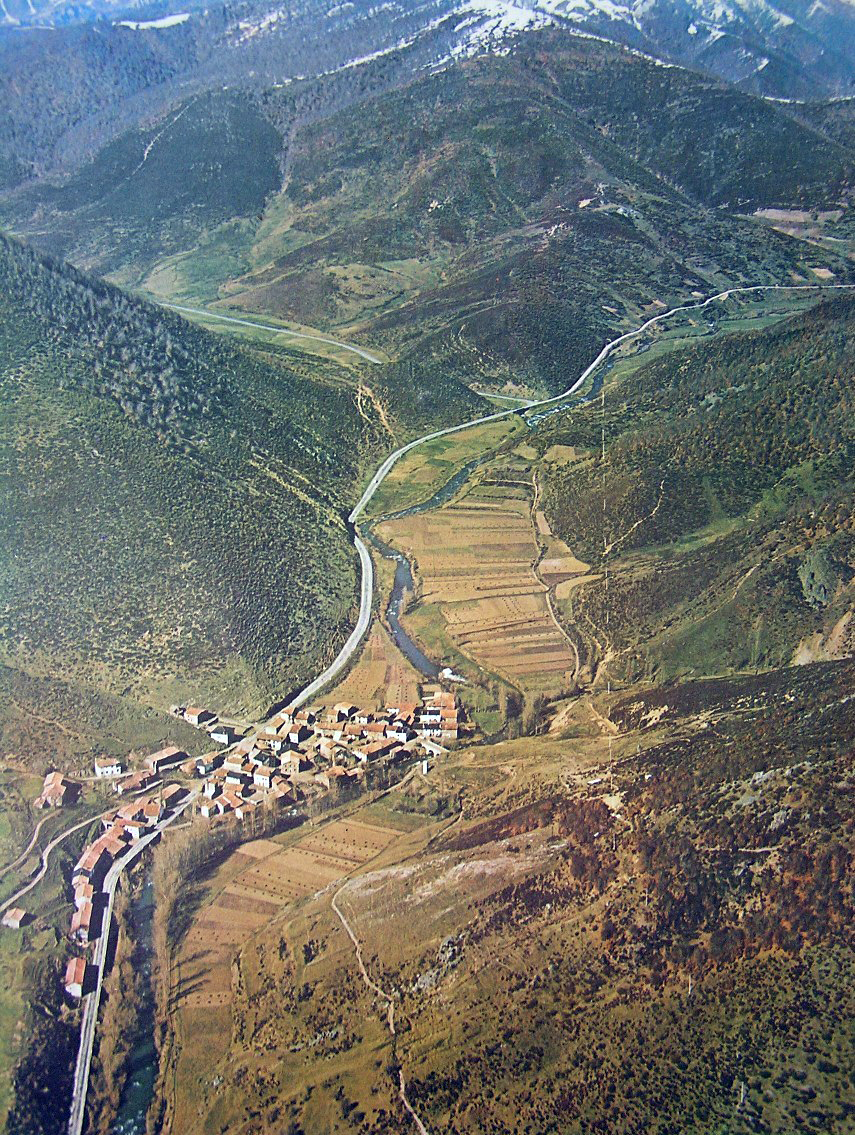
Vegacerneja en 1972 antes de su abandono

### Proyectos
Por otra parte el lugar elegido en su día para organizar un núcleo poblacional ha ido perdiendo su razón de ser y el espacio se ve angosto, sin llanura para cultivos de subsistencia. Es un fenómeno difícil de detener aunque surgen proyectos concienciados y el interés de la Diputación de León. Así Matavenero volvió a la vida a partir del proyecto Rainbow. En 1992 tenía cuarenta adultos y veinticinco niños de distintas nacionalidades (suizos, alemanes, daneses, suecos y españoles). También surgió la idea de crear un  pueblo-escuela en Villarbón. Desde el 2001 hay una gran preocupación por el galopante abandono de núcleos de población que llegaron a ser prósperos en un pasado no demasiado lejano.